# PENTTBOM
PENTTBOM é o codinome da investigação do FBI sobre os ataques de 11 de setembro de 2001, o maior inquérito criminal da história do FBI. A investigação foi iniciada em 11 de setembro de 2001, envolvendo 4.000 agentes especiais e 3.000 funcionários profissionais.

## Identificando os sequestradores
O FBI conseguiu identificar os 19 sequestradores em questão de dias, já que poucos suspeitos fizeram qualquer esforço para esconder seus nomes em voo, cartões de crédito outros registros.

### Cartas
Três dos sequestradores carregavam cópias de uma carta manuscrita idêntica (em árabe) que foi encontrada em três locais separados: o primeiro, em uma mala do sequestrador Mohamed Atta que não fez a conexão com o voo 11 da American Airlines que caiu na Torre Norte do World Trade Center; o segundo, em um veículo estacionado no Aeroporto Internacional Washington Dulles que pertencia ao sequestrador Nawaf al-Hazmi; e o terceiro no local da queda do voo 93 da United Airlines em Shanksville, Pensilvânia.
De acordo com o testemunho perante o Subcomitê de Inteligência da Câmara sobre Terrorismo e Defesa Interna em 3 de outubro de 2001 dado por J. T. Caruso — o vice-diretor assistente da Divisão de Contraterrorismo do FBI, "as traduções da carta indicam uma vontade alarmante de morrer por parte dos sequestradores".

### Passaportes recuperados
De acordo com o testemunho de Susan Ginsberg, membro da Comissão Nacional de Ataques Terroristas contra os Estados Unidos, em 26 de janeiro de 2004, Audiência Pública:
Quatro passaportes dos sequestradores sobreviveram totalmente ou em parcialmente. Dois foram recuperados do local da queda do voo 93 da United Airlines na Pensilvânia. Estes são os passaportes de Ziad Jarrah e Saeed al Ghamdi. Um pertencia a um sequestrador no voo 11 da American Airlines. Este é o passaporte de Satam al Suqami. Um transeunte pegou e deu a um detetive da polícia de Nova York pouco antes das torres do World Trade Center desmoronarem. Um quarto passaporte foi recuperado de uma bagagem que não chegou de um voo de Portland para Boston para o voo de conexão que era o voo 11 da American Airlines. Este é o passaporte de Abdul Aziz al-Omari.
Além desses quatro, algumas cópias digitais dos passaportes dos sequestradores foram recuperadas em operações pós-11 de setembro. Dois dos passaportes que sobreviveram, os de Satam al Suqami e Abdul Aziz al Omari, foram claramente adulterados. Esses passaportes foram manipulados de forma fraudulenta de maneiras associadas à Al Qaeda.

#### World Trade Center
O passaporte do sequestrador Satam al-Suqami foi encontrado a algumas quadras do World Trade Center.

#### Voo 93
De acordo com a Comissão dos atques de 11 de Setembro, os passaportes de dois dos sequestradores do voo 93 também foram encontrados intactos no campo de destroços da aeronave.

#### Bagagem de Atta
O passaporte adulterado do sequestrador Abdulaziz Alomari foi encontrado na bagagem deixada de Mohamed Atta.
Ao examinar a bagagem deixada por Mohamed Atta, o FBI encontrou pistas importantes sobre os sequestradores e seus planos. Sua bagagem continha documentos que revelavam a identidade de todos os 19 sequestradores, e forneceu informações sobre seus planos, motivos e antecedentes. O FBI foi capaz de determinar detalhes como datas de nascimento, residências conhecidas e/ou possíveis, status de visto e identidades específicas dos pilotos suspeitos. Nenhum desses documentos foi examinado por especialistas jurídicos independentes.

## Ligando os sequestradores à Al Qaeda
Os investigadores foram rapidamente capazes de ligar os 19 homens à organização terrorista Al Qaeda ,acessando seus arquivos da agência de inteligência. O The New York Times informou em 12 de setembro que: "As autoridades disseram que também identificaram cúmplices em várias cidades que ajudaram a planejar e executar os ataques de terça-feira. As autoridades disseram que sabiam quem eram essas pessoas e detalhes biográficos importantes sobre muitos deles. Eles prepararam biografias de cada membro identificado das equipes de sequestro, e começaram a traçar os movimentos recentes dos homens." Agentes do FBI na Flórida investigando os sequestradores rapidamente desceram em escolas de voo, bairros e restaurantes em busca de pistas". Em uma escola de voo, "os alunos disseram que os investigadores estavam lá horas depois dos ataques de terça-feira".
O Washington Post mais tarde informou que "Nas horas após os ataques de terça-feira, os investigadores revistaram seus arquivos sobre Satam Al Suqami e Ahmed Alghamdi, notaram os laços do casal com Nabil al-Marabh e lançaram uma caçada por ele." 
Em 27 de setembro de 2001, o FBI divulgou fotos dos 19 sequestradores, juntamente com informações sobre as possíveis nacionalidades e pseudônimos de muitos.
No dia dos ataques, agências de inteligência dos EUA também interceptaram comunicações que apontavam para Osama bin Laden. Foi rapidamente afirmado que Osama bin Laden foi o responsável pelos ataques, e outros suspeitos foram excluídos. Embora ele tenha negado os ataques no início, Osama bin Laden mais tarde admitiu total e exclusiva responsabilidade pelos ataques em uma fita de vídeo.

## Comunicados de imprensa
- 12 de setembro de 2001: FBI abre investigações.[16]
- 14 de setembro: FBI divulga lista de suspeitos de sequestro do 11 de Setembro.[17]
- 28 de setembro: FBI divulga fotos de suspeitos sequestradores do 11 de Setembro.[14]
- 28 de Setembro: FBI divulga carta de quatro páginas que acredita-se ter sido escrita pelos sequestradores.[4]
- 5 de outubro: FBI divulga cronograma parcial para sequestradores baseados em Boston.[18]